# 巡撫
巡撫（じゅんぶ、満洲語：ᡤᡳᠶᠠᡵᡳᠮᡝ
ᡩᠠᠰᠠᡵᠠ
ᠠᠮᠪᠠᠨ、giyarime dasara amban）は、中国の明代及び清代にあった官職である。
明の洪武年間（1368年 - 1398年）から永楽年間（1403年 - 1424年）にかけては中央から地方に派遣される臨時官であったが、宣徳年間（1426年 - 1435年）から常設され、明代末期には1省あるいはその一部を管轄する地方官として20人を超えた。都御史を兼ね、しばしば軍事も兼務し、布政使・按察使・都指揮使の上位として、地方を管轄した。
清代には明の制度を踏襲して巡撫は省の長官とされ、総督や提督とほぼ同格として皇帝に直属した（総督は複数の省を管轄するが巡撫は総督同様皇帝直属であった）。上奏・属官の任免・軍隊指揮・地方財政の監督・裁判・渉外などの権限を有した。